# Gerunggung
Gerunggung is een bestuurslaag in het regentschap Muaro Jambi van de provincie Jambi, Indonesië. Gerunggung telt 503 inwoners (volkstelling 2010).